# Великий Скнит
Вели́кий Скнит — село в Україні, у Ганнопільській сільській громаді Шепетівського району Хмельницької області. 
Населення становить 584 осіб.

## Географія
Розташоване на річці Нирка (притока Жарихи) за 25 км від міста Славута і за 20 км від залізничної станції Славута I.

## Історія

### У складі Речі Посполитої
1577 є власністю князів Острозьких. При розподілі майна князів Івана (Януша) і Олександра, село названо «Скнит Павловичів». Пізніше переходить до Яблоновських.
Під час повстання Богдана Хмельницького 1648 частина села покозачилася. 1711 у селі повністю поновлено польську владу. Місцева православна парафія була переведена до УГКЦ.

### У складіРосійської імперії
З 1793 — у складі Російської імперії. В кінці 19 століття в селі 105 будинків і 663 жителі, дерев'яна церква побудована у 1875 році, на місці старої з 17 століття, церковно-приходська школа діяла з 1884.
За переписом 1911 року в селі мешкало 664 жителі, водяний млин, 1 крамниця, земська випозичальня сільсько-господарських машин і склад виборового насіння.
Відносилось до Аннопільської волості, Острозького повіту, Волинської губернії.

### ДобаУНРта комуністична окупація
7 (20) листопада 1917 року, відповідно до Третього Універсалу Української Центральної Ради, увійшло до складу Української Народної Республіки.
1921 року встановилась радянська влада. 1929 року комуністичне керівництво розпочало насильну колективізацію, що стало однією з причин Голодомору 1932-33 років. На селі його жертвами стали переважно старші люди та діти.
У селі розташовувалася центральна садиба рослинницько-тваринницького колгоспу ім. Кірова, який обробляв 2,7 тисячі гектарів орної землі. Станом на 1970 рік у селі — середня школа, клуб, бібліотека, фельдшерсько-акушерський пункт, швейна майстерня.
12 червня 2020 року, відповідно до розпорядження Кабінету Міністрів України № 727-р «Про визначення адміністративних центрів та затвердження територій територіальних громад Хмельницької області», увійшло до складу Ганнопільської сільської територіальної громади
19 липня 2020 року, в результаті адміністративно-територіальної реформи та ліквідації Славутського району, село увійшло до складу новоутвореного Шепетівського району.

## Населення
Згідно з переписом УРСР 1989 року чисельність наявного населення села становила 665 осіб, з яких 296 чоловіків та 369 жінок.
За переписом населення України 2001 року в селі мешкало 578 осіб.

### Мова
Розподіл населення за рідною мовою за даними перепису 2001 року:
| Мова       | Відсоток |
| ---------- | -------- |
| українська | 99,83 %  |
| російська  | 0,17 %   |

## Символіка
Затверджена 13 жовтня 2015 року рішенням № 2 XLIV сесії сільської ради VI скликання.

### Герб
У зеленому полі над золотою хвилястою базою скаче срібний кінь. У золотій главі червоний лапчастий хрест, обабіч якого два зелених березових листка в перев'яз справа і зліва. Щит вписаний у декоративний картуш і увінчаний золотою сільською короною. Унизу картуша напис «ВЕЛИКИЙ СКНИТ».
Хвиляста база — знак горбкуватої місцевості, де виникло село, а також води. Кінь — символ свободи і волі. Лапчастий хрест — символ Волині; березові листки — символ березових гаїв, серед яких виникло село. Корона означає статус населеного пункту.

### Прапор
Квадратне полотнище складається з трьох горизонтальних смуг — жовтої, зеленої і жовтої, відділеної хвилясто, у співвідношенні 7:15:2. В центрі верхньої смуги червоний лапчастий хрест, обабіч якого два зелених березових листка, нахилених в бік кутів. В центрі середньої смуги білий кінь, що скаче в древкову сторону.